# 1. asociační liga 1931/1932
1. asociační liga 1931/32 byla 8. oficiálním ročníkem československé fotbalové ligy. Soutěž vyhrála AC Sparta Praha, a zajistila si tak 6. mistrovský titul. Přerušila tím nadvládu Slavie. Do tohoto ročníku postoupili SK Viktoria Plzeň a SK Čechie Karlín, která však na konci ročníku sestoupila do druhé ligy. Nejlepším střelcem se v této sezóně stal Raymond Braine, který za Spartu vstřelil 16 branek.

## Konečná tabulka 1. asociační ligy 1931/32
| Poř.          | Tým                | Z  | V  | R | P  | VG | OG | TP  | B  |
| ------------- | ------------------ | -- | -- | - | -- | -- | -- | --- | -- |
| Zlatá medaile | AC Sparta Praha    | 16 | 12 | 3 | 1  | 54 | 21 | +33 | 27 |
| 2.            | SK Slavia Praha    | 16 | 10 | 2 | 4  | 44 | 25 | +19 | 22 |
| 3.            | AFK Bohemians      | 16 | 7  | 4 | 5  | 41 | 31 | +10 | 18 |
| 4.            | SK Viktoria Plzeň  | 16 | 5  | 7 | 4  | 27 | 22 | +5  | 17 |
| 5.            | SK Viktoria Žižkov | 16 | 6  | 4 | 6  | 37 | 30 | +7  | 16 |
| 6.            | Teplitzer FK       | 16 | 5  | 5 | 6  | 34 | 40 | -6  | 15 |
| 7.            | SK Náchod          | 16 | 5  | 4 | 7  | 35 | 42 | -7  | 14 |
| 8.            | SK Kladno          | 16 | 4  | 2 | 10 | 26 | 53 | -27 | 10 |
| 9.            | SK Čechie Karlín   | 16 | 1  | 3 | 12 | 29 | 63 | -34 | 5  |

## Rekapitulace soutěže
| Československá fotbalová liga 1931/32      |                            |
|                                            |                            |
| Ocenění                                    |                            |
| Vítěz                                      | AC Sparta Praha (6. titul) |
| Kvalifikace do evropských pohárů           |                            |
| Středoevropský pohár                       | AC Sparta Praha            |
| Středoevropský pohár                       | SK Slavia Praha            |
| Vítěz domácího poháru                      |                            |
| Středočeský pohár                          | SK Slavia Praha            |
| Pohyb v soutěži                            |                            |
| Sestupující do II. ligy                    | SK Čechie Karlín           |
| Postupující do I. ligy                     | SK Plzeň                   |
|                                            | SK Libeň                   |
| Nejlepší střelec                           |                            |
| Raymond Braine (AC Sparta Praha) – 16 gólů |                            |

## Soupisky mužstev

### AC Sparta Praha
Bohumil Klenovec (1/0/0),
Antonín Ledvina (9/0/1),
Josef Němec (6/0/3) –
Jaroslav Bouček (2/0),
Raymond Braine (16/17),
Jaroslav Burgr (16/0),
Josef Čtyřoký (15/0),
František Dvořák (1/0),
František Fábera (1/0),
Otto Haftl (3/3),
Karel Hess (5/0),
Jan Knobloch-Madelon (14/1),
Bohuslav Komberec (1/1),
Josef Košťálek (8/1),
Karel Nápravník (1/0),
Oldřich Nejedlý (15/12),
František Pelcner (3/2),
Antonín Perner (1/0),
Karel Pešek-Káďa (7/0),
Karel Podrazil (12/3),
Josef Silný (14/14),
Karel Sokolář (8/0),
Erich Srbek (16/0),
Václav Uhlíř (1/0) –
trenér Johny Dick

### SK Slavia Praha
František Plánička (15/0/4),
Augustin Zeman (1/0/0) –
Vojtěch Bradáč (6/3),
Štefan Čambal (8/1),
František Černický (15/0),
Karel Čipera (4/4),
Antonín Dufek (6/1),
Adolf Fiala (14/1),
Karel Hromádka (2/0),
Bohumil Joska (8/4),
František Junek (14/6),
František Kloz (2/1),
Vlastimil Kopecký (5/5),
Bohumil Krucký (1/0),
Václav Křížek (6/0),
Antonín Novák (2/1),
Josef Pleticha (4/0),
Antonín Puč (8/4),
Jiří Sobotka (1/1),
František Svoboda (11/8),
Adolf Šimperský (6/1),
Jindřich Šoltys (10/3),
Josef Tajčner (2/0),
Antonín Vodička (10/0),
Ladislav Ženíšek (14/0) –
trenéři Jan Reichardt a Josef Sloup-Štaplík

### Bohemians AFK Vršovice
František Hochmann I (13/0/3),
Antonín Kulda (3/0/0) –
Václav Bára (14/8),
Karel Bejbl (14/13),
Karel Bernášek (8/0),
Vratislav Čech (3/0),
František Fait (14/6),
František Hochmann II (13/0),
Josef Jilma (4/0),
Antonín Kašpar (2/0),
Jan Knížek (6/0),
Rudolf Kranda (1/0),
František Krejčí (1/0),
Jaroslav Kučera (1/0),
Antonín Lanhaus (16/0),
Jan Melka (1/0),
Karel Novotný (6/2),
Emanuel Petřík (16/0),
Václav Rubeš (1/0),
Jaromír Skála (15/4),
Karel Soumar (2/2),
Jaroslav Srba (5/4),
Antonín Šindelář (2/0),
František Tyrpekl (15/0) –
trenér Robert Cimera

### SK Viktoria Plzeň
František Jabornický (16/0/5) –
Ludvík Báča (3/0),
Jaroslav Bešťák (8/0),
František Biman (8/1),
Ladislav Čulík (13/7),
Wolf Friese (6/0),
Bohumil Kohlman (1/0),
Jan Kuželík (9/0),
František Mizera (15/0),
Jaroslav Moták (15/4),
Antonín Názler (16/2),
Jindřich Protiva (16/0),
Josef Průcha (1/0),
Ladislav Přibáň (16/0),
Ladislav Pužej (2/1),
František Rajniš (5/2),
Josef Šíma (1/0),
Josef Thaut (12/4),
Jaroslav Vlček (16/6) –
trenér Rudolf Křenek

### SK Viktoria Žižkov
Václav Benda I (6/0/3),
Antonín Ledvina (2/0/1),
Pavel Miškovský (8/0/1) –
Václav Absolon (1/0),
Vojtěch Bradáč (10/8),
Václav Hruška (13/4),
Jan Kettner (1/0),
Miloslav Kouňovský (9/0),
Antonín Moudrý (13/2),
Alois Mourek (15/0),
Václav Mourek (5/0),
František Nachtman (2/1),
Josef Polanecký (3/0),
Václav Průša (8/6),
Alois Skočdopole (16/2),
Karel Steiner (16/4),
Josef Suchý (15/0),
Jan Štěpán (Matěj) (7/0),
Martin Watzata (11/3),
Oldřich Zajíček (15/6) –
trenér ...

### Teplitzer FK
Josef Höffer (2/0/0)
Ferdinand Klemm (7/0/0),
Josef Linhardt (7/0/1) –
Vilém Bachmann (8/0),
Vilém Červený (15/14),
Karl Glotzmann (5/2),
Gustav Haberstroh (3/0),
Rudolf Kettner (1/0),
Gejza Kocsis (10/6),
Ervín Kovács (3/0),
Rudolf Krčil (15/0),
Arnošt Kreuz (15/0),
Willi Mizera (14/1),
Otto Morawetz (11/0),
Vilhelm Náhlovský (2/0),
Wilhelm Rössler (12/1),
Heinrich Schöpke (13/0),
Josef Šíma (2/0),
Bedřich Šlejmar (4/0),
Gustav Wieser (11/3),
Rudolf Zosel (16/7) –
trenér ...

### SK Náchod
Vladimír Bělík (15/0/1),
Karel Mimra (1/0/0) –
Josef Bedrníček (13/8),
Karel Böhm (5/0),
Václav Brabec-Baron (16/7),
Antonín Carvan (16/0),
Jaroslav Dobeš (10/2),
Emil Janauschek (15/3),
Karel Kudrna (16/0),
František Kuchta (7/4),
František Mareš I (10/0),
Josef Miclík (1/0),
František Nejedlý (15/1),
Oldřich Nývlt (15/10),
Rudolf Šafr (16/0),
Ladislav Šubrt (5/0) –
trenér Josef Staněk

### SK Kladno
Oldřich Šesták (1/0/0),
Karel Tichý (15/0/0) –
Václav Bouška (12/0),
Jaroslav Brabenec (2/0),
Václav Brož (13/0),
Antonín Černý (16/0),
Jiří Fišer (10/3),
Bohumil Franěk (1/0),
Emil Habr (12/0),
František Hendrych (13/7),
Antonín Horák (1/0),
Ladislav Hrubeš (1/0),
Josef Junek I (14/4),
František Kloz (8/3),
Josef Kratochvíl-Kráťa (2/1),
Karel Kraus (16/0),
Václav Kváča (2/0),
Karel Majer (15/4),
Bohumil Prošek (4/0),
František Rajniš (4/0),
Ferdinand Üblacker (2/0),
Josef Veselý (1/0),
Václav Vraga (3/0),
Václav Wolf (5/2),
Antonín Zeimann (3/0) –
trenéři Bohumil Klvaň a Ferdinand Üblacker

### SK Čechie Karlín
Stanislav Andrejkow (7/0/0),
Josef Hátle (5/0/0),
Karel Jedlička (1/0/0),
Karel John (3/0/0) –
Jaroslav Bubeníček (14/5),
Václav Čepelák I (1/0),
Jaromír Fiala (4/0),
Josef Kusala (12/2),
Václav Mareček (1/0),
Antonín Mašek (16/0),
Ladislav Mráz (12/2),
Otto Mráz (8/3),
Jaroslav Novák (15/4),
Bohuslav Nussbauer (1/0),
František Pelcner (8/6),
Karel Pelz (1/0),
Václav Pohanka (2/0),
Jaroslav Síkora (1/0),
Bohuslav Snopek (8/3),
František Stehlík (5/1),
Václav Strejček (1/0),
Karel Šebesta (1/1),
Václav Šmejkal (1/1),
Jan Štverák (6/0),
František Vodička (15/0),
Jan Vopařil (4/1),
Karel Votruba (7/0),
Otto Zinner (2/0) –
trenér ...